# Gaston Diderich
Gaston Diderich (Ciutat de Luxemburg, 18 de juny de 1884 - 29 d'abril de 1946) va ser un jurista i polític luxemburguès. Va ocupar el càrrec d'alcalde de la ciutat de Luxemburg entre 1921 i fins a la seva mort el 1946. El seu fou el mandat ininterromput més llarg a la història de la ciutat. A més a més, Diderich va ser un membre de la Cambra de Diputats de Luxemburg des de 1918 fins a 1940, i novament des de 1945 fins a la seva mort l'any següent.
Diderich va començar la seva vida política a la Lliga Liberal, de la que va formar part de l'ala més progressista. Després de l'ocupació alemanya durant la Primera Guerra Mundial, la Lliga Liberal es trobava a l'oposició per primera vegada i va patir divisions ideològiques. Diderich, essent alcalde de la ciutat de Luxemburg, va prendre el paper de líder de l'esquerra del partit, en oposició a la direcció del liberalisme clàssic de Robert Brasseur, que havia fundat el partit el 1904.
L'ala esquerra finalment va triomfar, però solament a costa de col·lapsar el partit. La principal part del partit, sobretot la d'ideologia d'esquerres, es va reformar com el Partit Radical Socialista, sota el lideratge de Diderich.